# آمیدورفین
آمیدورفین (به انگلیسی: Amidorphin) با فرمول شیمیایی C۱۳۱H۲۰۰N۳۰O۴۳S۲ یک ترکیب شیمیایی با شناسه پاب‌کم ۱۶۱۳۲۳۸۰ است. که جرم مولی آن ۲۹۴۷٫۲۹ g/mol می‌باشد. 